# Грядище
Грядище — деревня в Псковском районе Псковской области. Входит в состав Серёдкинской волости. 
Расположена в 37 км к северу от Пскова, на южной окраине села Серёдка, на Гдовском шоссе (автодороге Псков — Гдов, Р60).
| 2001 | 2002 | 2010 |
| ---- | ---- | ---- |
| 91   | ↘67  | ↘34  |

## Топографические карты
- Лист карты O-35-XVI Пылва. Масштаб: 1 : 200 000. Издание 1980 г.